# Trick (film 2010)
Trick – polska komedia sensacyjna z 2010 roku w reżyserii Jana Hryniaka. W kinach obejrzało ją ponad 300. tys. widzów.
Plenery: m.in. Wołów (zakład karny, stacja PKP), Pilchowice (zapora wodna), Warszawa (Stadion Dziesięciolecia, stacja rozrządowa Warszawa Praga, podziemia domu przy ul. Nowogrodzkiej), Pruszków (Góra Żbikowska), Szklarska Poręba, Nowy Jork (Manhattan).

## Opis fabuły
Historia wydostania się z więzienia dwóch skazanców. Marek Kowalewski jest genialnym oszustem specjalizującym się w podrabianiu dolarów amerykańskich. Przebywając w więzieniu dostaje propozycję od rządu na wydrukowanie 6 mln USD. Pieniądze mają posłużyć na okup za pewnego polityka porwanego w Afganistanie.

## Obsada
- Piotr Adamczyk − Marek Kowalewski
- Karolina Gruszka − Elżbieta (dziewczyna Marka)
- Andrzej Chyra − agent Bukowski
- Robert Więckiewicz − agent Sieradzki
- Marian Dziędziel − "Profesor"
- Agnieszka Warchulska − Jowita
- Edward Żentara − wicepremier
- Grażyna Szapołowska − Markiewiczowa
- Jerzy Trela − "Bąk"
- Jacek Rozenek − "Konar"
- Joachim Lamża − Knappe
- Łukasz Simlat − Robert
- Marta Dąbrowska − sekretarka Bąka
- Eryk Lubos − "Kosa"
- Bartłomiej Topa − "Szuler"
- Henryk Talar − Szewczyk
- Ryszard Radwański − Walczyk, kierownik w drukarni PAW
- Bernard Kierat − człowiek Bukowskiego
- Aleksander Mikołajczak − przedstawiciel MSZ